# 7.5cm FK 18
7.5cm FK 18（ドイツ語：7,5 cm Feldkanone 18）とは、第二次世界大戦においてナチス・ドイツが使用した野砲である。

## 開発
7.5cm FK 18は、第一次世界大戦中に設計された7.7cm FK 16の砲身を交換した7.5cm FK 16 nAを更新する目的で設計された。
FK 18には開脚式砲架が用いられ水平射角が拡大されており、FK 16 nAと比べて大幅に軽量化されている。しかし射程はかえって短くなり、砲身の耐久性も低く砲撃を行うたびに砲身が傷ついていないかを調べる必要があった。
FK 18の調達優先順位は低く、ドイツ陸軍は1938年までFK 18を受領しなかった。

## スペック
- 口径：75 mm
- 全長：1.94 m
- 全幅：m
- 重量：1,120 kg
- 砲身長：1,660 mm (22口径)
- 仰俯角：-5°~+45°
- 左右旋回角：30°
- 運用要員：名
- 発射速度：発/分（最大）
- 射程：9,425 m
- 生産期間：1938年~年
- 生産総数：門

## 登場作品
『R.U.S.E.』
ドイツの榴弾砲として登場。